# Пютсеп, Эрки
Эрки Пютсеп (эст. Erki Pütsep, род. 25 мая 1976, Kuremaa, Йыгевамаа) — эстонский шоссейный велогонщик.

## Карьера
С 2000 по 2002 выступал за французскую любительскую команду EC Saint-Étienne Loire.
В 2000 году был включён в состав сборной Эстонии для участия в летних Олимпийских играх в Сиднее. На Играх она выступил в в групповой гонке, на которой занял 55-е место уступив 1,5 минуты её победителю Яну Ульриху.
Осенью 2002 года в качестве стажёра присоединяется к французской команде Ag2r Prévoyance, а затем подписывает с ней и полноценный контракт до конца 2006 года. Впервые выступает на гранд-туре, которым стала Вуэльта Испании 2004 За этот период побеждает на Классик Луар-Атлантик и Гран-при Соммы, дважды становится чемпионом Эстонии в групповой гонке, попал в топ-10 на Гент — Вевельгем.
В 2004 году был включён в состав сборной Эстонии для участия в летних Олимпийских играх в Афинах. На Играх она выступил в в групповой гонке, но не смог её закончить.
Перед началом сезона 2007 году переходит в другую французскую команду Bouygues Télécom. В этом же году третий раз становится чемпионом Эстонии в групповой гонке, выигрывает Гран-при Таллин — Тарту и Гран-при Тарту, принимает участие на Вуэльта Испании 2007. Из-за отсутствия побед в сезоне 2008 года, Bouygues Télécom не продливает с ним контракт и переходит в болгарскую команду Cycling Club Bourgas
 и выигрывает ещё раз на Гран-при Таллин — Тарту.
2010 год начал в команде Kalev Chocolate-Kuota, которую покинул в конце апреле. С июля и до конца сезона выступал в клубе 2-го французского дивизиона ESEG Douai.
В 2011 году присоединился к в латвийской команде Alpha Baltic-Maratoni.lv в которой по окончании сезона 2013 завершил карьеру. В её составе в выиграл Балтик Чейн Тур.
В 2012 и 2013 годах стал чемпионом Эстонии по маунтинбайку в дисциплине кросс-кантри марафон.
Несколько раз участвовала на чемпионатах мира.
Является родственником борцу Эдуарду Пютсеп, олимпийскому чемпиону летних Олимпийских играх 1924 года в Париже в греко-римской борьба до 58 кг.

## Достижения

### Шоссе
1995
Souvenir Louison-Bobet
2000
Trophée de la ville de Cusset
2001
2-й на Классик Луар-Атлантик
2-й на Grand Prix de Luneray
2002
5-й этап на Circuit des plages vendéennes
Grand Prix de Luneray
La Savoyarde
2-й этап на Tour de Corrèze
2-й на Prix des Coteaux d'Aix
2-й на Bordeaux-Saintes
3-й на Circuit des communes de la vallée du Bédat
3-й на GP Tallinn
2003
3-й на Чемпионат Эстонии — групповая гонка
2004
 Чемпион Эстонии — групповая гонка
Классик Луар-Атлантик
2005
Гран-при Соммы
1-й в генеральной классификации
1-й этап
2-й на Гран-при Таллин — Тарту
2-й на Чемпионат Эстонии — групповая гонка
2-й на Дуо Норман (с Юрий Кривцов)
2006
 Чемпион Эстонии — групповая гонка
8-й на Гент — Вевельгем
2007
 Чемпион Эстонии — групповая гонка
Гран-при Таллин — Тарту
Гран-при Тарту
2008
2-й на Гран-при Таллин — Тарту
2-й на Гран-при Риги
3-й на Гран-при Тарту
3-й на Чемпионат Эстонии — групповая гонка
2009
Гран-при Таллин — Тарту
3-й на Чемпионат Эстонии — групповая гонка
3-й на Grand Prix de Nogent-sur-Oise
2010
3-й на Гран-при Таллин — Тарту
3-й на Mémorial Danny Jonckheere
2011
Балтик Чейн Тур
2012
2-й на Гран-при Риги

### Маунтинбайк
2008
2-й на Чемпионат Эстонии  — кросс-кантри
2012
 Чемпион Эстонии — кросс-кантри марафон
2013
 Чемпион Эстонии — кросс-кантри марафон

## Статистика выступлений
| Гранд-туры      |      |      |
| Гонка           | 2004 | 2007 |
| Джиро д'Италия  | —    | —    |
| Тур де Франс    | —    | —    |
| Вуэльта Испании | DNF  | 137  |

## Рейтинги
| Год                 | 2006  | 2007 | 2008 | 2009  | 2010  | 2011  | 2012  | 2013   |
| ------------------- | ----- | ---- | ---- | ----- | ----- | ----- | ----- | ------ |
| ПроТур UCI          | 146-й | -    | -    |       |       |       |       |        |
| Европейский тур UCI |       |      |      | 111-й | 386-й | 789-й | 173-й | 1104-й |
|                     |       |      |      |       |       |       |       |        |
| Источник: UCI       |       |      |      |       |       |       |       |        |